# نمذجة هندسية

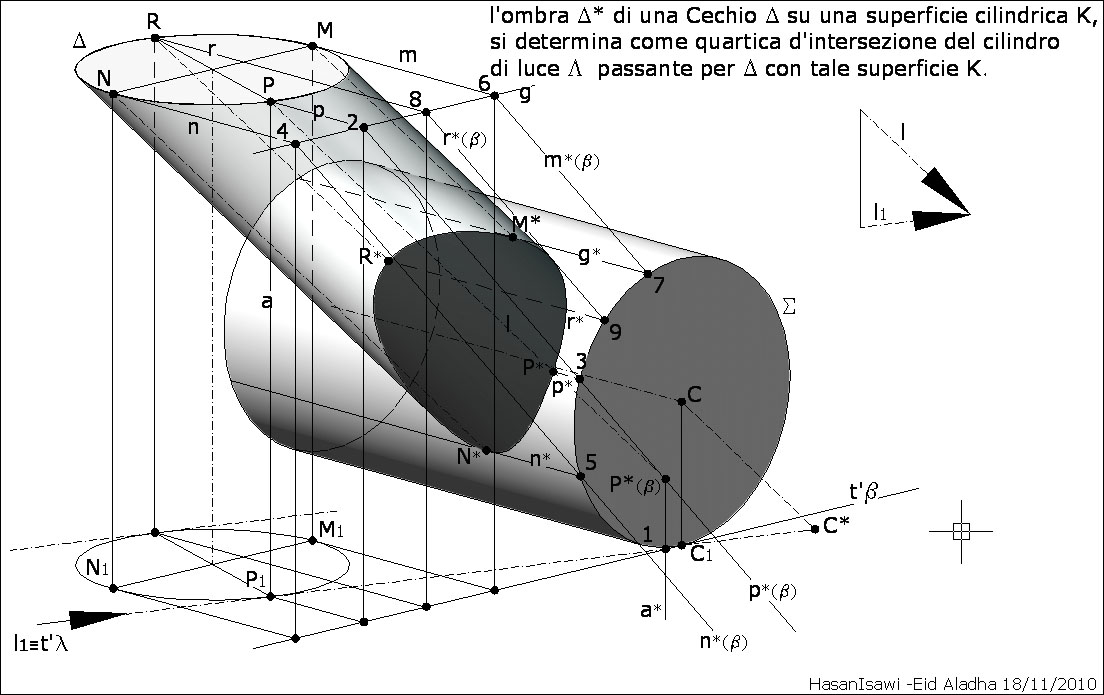
نمذجة هندسية لنظرية الظلال

النمذجة الهندسية (geometric modeling), هي اجراءات وعمليات هندسية, تُنفذ في الفراغ الافتراضي (virtual space), بهدف الحصول على تمثيل لنموذج ثلاثي الأبعاد (3d model).
هذة العمليات تعتمد نظرياً على مفاهيم الهندسة الوصفية وتقنياً على قدرة البرمجيات على تحقيق تلك النظريات بشكل دقيق.
ان الخطوات المهمة في عملية النمذجة, تكمن في البحث عن أبسط العناصر التي تحدد ذلك النموذج. مثل نمذجة سطح دوراني, يكفي كيانين هندسيين مستويين، واحد يعمل بمثابة راسم السطح, والاخر بمثابة محور دوران.
الأنواع المستخدمة في النمذجة الهندسية بمعونة الحاسوب:
- نموذج الإطار السلكي wire-frame
- نموذج السطوح surface
- نموذج مجسّم solid

النمذجة الوصفية الهندسية هي تخصص قيم للمعماريين والمصممين الذين يعتمدون على مفاهيم الهندسة الإسقاطية. على وجه التحديد ، يتضمن استخدام عمليات الإسقاط والتقاطع في الفراغ ثلاثية الأبعاد لوصف أشكال هندسية معقدة بدقة. من خلال الاستفادة من الفراغ ثلاثية الأبعاد الذي توفره برمجيات النمذجة، ، والتي يمكن أن تسهل عملية التصميم وإنشاء أسطح هندسية ونماذج مفصلة مثيرة للاهتمام, كالحالات الناتجة عن شروط التماس بين أسطح ثنائية. يسمح هذا النهج لمجموعة واسعة من المهنيين العمل معًا، وليس فقط أولئك الذين لديهم خلفية في الرياضيات.

## وصلات خارجية
- التصميم بمعونة الحاسوب